# Rodina Ananke

Tento diagram ukazuje velkou nepravidelnost Jupiterových satelitů. Rodina Ananke je umístěna ve spodní části. Postoj jednotlivých objektů k vodorovné osy indikuje vlastní vzdálenost od Jupiteru. Vertikální osa indikuje inklinace. Excentricita je znázorněna žlutými čarami, které ukazují maximální a minimální vzdálenost od Jupiteru. Kruhy znázorňují velikost objektů v porovnání s ostatními.

Tento diagram znázorňuje další malé satelity seskupeny blízko jádra rodiny Ananke.

Rodina Ananke je skupina retrográdně obíhajících nepravidelných přirozených družic planety Jupiter, které sledují stejnou oběžnou dráhu jako měsíc Ananke a mají i společný původ. Velikost eliptických drah těchto družic se pohybuje v rozmezí 19,3 až 22,7 Gm, inklinace mezi 145,7° a 154,8° a orbitální excentricita mezi 0,02 a 0,28.
Jádro této rodiny tvoří měsíce:
- S/2003 J 16
- Mneme
- Euanthe
- Harpalyke
- Praxidike
- Thyone

Periferie této skupiny je tvořena:
- Ananke
- Iocaste
- Euporie
- S/2003 J 3
- S/2003 J 18
- Orthosie
- Thelxinoe
- Hermippe
- Helike
- S/2003 J 15

IAU (International Astronomical Union) si zarezervovala jména končící na "-e" pro retrográdní satelity včetně členů této rodiny.

## Původ
Rodina Ananke původně vznikla z jediného asteroidu zachyceného gravitací Jupiteru a postupně roztříštěného působením různých kolizí. Tento předpoklad je založen na faktu, že rozptýlení základních orbitálních parametrů hlavních členů je velmi malé a důvodem toho je malý rychlostní impuls (15 <δV <80 m / s), kompatibilní s jedinou kolizí a rozlomením. Soudě podle velikosti satelitů, měl původní asteroid přibližný průměr ~28 km. Toto číslo se blíží velikosti dnešního měsíce Ananke, z čehož vyplývá, že původní těleso nebylo příliš poškozeno. Dostupné fotometrické výzkumy přidaly důvěryhodnost této obecné teorii vzniku: tři měsíce z rodiny (Harpalyke, Praxidike a Iocaste) se zobrazují ve stejných šedých barvách (průměrný barevný index: B-V = 0,77 a V-R = 0,42), avšak měsíc Ananke se nachází mezi šedou a světlečervenou barvou.